# دندان‌اره آسیایی
دندان‌اره آسیایی (نام علمی: Prionodon) نام یک سرده از راسته گوشت‌خوارسانان است.